# Pueraria alopecuroides
Pueraria alopecuroides är en ärtväxtart som beskrevs av William Grant Craib. Pueraria alopecuroides ingår i släktet Pueraria och familjen ärtväxter. IUCN kategoriserar arten globalt som livskraftig. Inga underarter finns listade i Catalogue of Life.